# 萌キュン! ゆにっ娘ま〜じゃん
萌キュン! ゆにっ娘ま〜じゃん（もえキュン! ゆにっこま〜じゃん）は、ユニゾンシフトが2001年12月27日に発売した18歳以上向けの1人用ゲームソフトである。本作はパソコン上で動作するゲームソフトであり、対応OSはWindows 95（OSR2以降）、Windows 98、Windows Me、Windows 2000、Windows XP各日本語版。媒体はCD-ROM1枚。

## 概要
ゲーム名に「ま～じゃん」と付き、サブタイトルには「UNISON SHIFT ☆ MAHJANG」とのみ付けられていて別ゲームの存在をタイトルからは読み取れず、さらに本作は「イカサマなしの麻雀ゲーム」などと説明されるが、本作には麻雀ゲームだけではなく「ゆにポン」というポンジャンなどに似たオリジナルのゲームも付属している。なお「麻雀」にも「ゆにポン」にも人間1対コンピュータ1（いわゆる2人打ち）と人間1対コンピュータ3（いわゆる4人打ち）のモードが用意されている。どちらのゲームでコンピュータと対戦するかはインストール当初から選択可能で、コンピュータの強さの調節も可能だが、フリー対戦モードは2人打ちのストーリーモードで勝利したキャラクターとしか対戦できない。本作における脱衣などの18歳未満禁止の要素はストーリーモード（裏ストーリーモードも含む）と、おまけモード中に存在するCG鑑賞モードやシーンプレイバックモードに限られており、フリー対戦モードは事実上一般向け（全年齢対象）ゲームである。
本作に登場するキャラクターは、本作発売（2001年末）までにユニゾンシフトが発表した4作品、つまり『Be-reave』『Moe - 萌黄色の町 -』『innocent Eye's』『胸キュン! はぁとふるCafe』に登場したキャラクター達である。主人公（『胸キュン! はぁとふるCafe』に登場した男性）と対戦する女性キャラクターは合計10名である。彼女達はいずれも個別の思考パターンを持っていて、その中の2名は単独での思考パターンと共にコンビを組んだ時の思考パターンも持っているなど、10種類を超える思考パターンの相手と対戦ができるようになっている。なお上記の作品の中には声優が声を当てていなかった作品も含まれているのだが、本作においては以前の登場作品で声が当てられていたかどうかにかかわらず全ての女性キャラクターに声が当てられており、性別不明のキャラクターを除いて女性キャラクターはフルボイスである。また本作での使用曲には上記の作品の曲のアレンジ曲も複数見られ（詳細後述）、このことはミュージックモードで表示される説明文にも書かれている。

## ストーリーモードあらすじ
主人公の住む町では『町おこし！　勝ち抜け麻雀大会』が開催されている。この大会は2人打ち対戦で敗者は勝者の言うことを何でも聞かなければならないという罰ゲーム付きである。そして香坂ちよりに勝利した香坂チカは、ちよりのブタの貯金箱を叩き割ることにした。しかしちよりは主人公に泣き付いてブタの貯金箱を救済してもらおうとし、主人公はブタの貯金箱を救済するためにチカと対戦したことでこの大会に巻き込まれてしまった。チカは（自称）優勝候補筆頭の自分を倒したままの勝ち逃げは許さない、自分に代わって絶対に優勝してもらうと言って、チカは主人公を次々と対戦相手の元へと案内する。ちよりも主人公に優勝してもらうべく案内を申し出る。2人の案内を受けて主人公は他の対戦者のいる場所へと出向き、以後も2人打ち対戦で次々と対戦者を撃破し無事に優勝。しかし表彰が行われるはずの場所で異空間に引き込まれラスボス由宇里との対戦が始まる。この時初めてこの大会がぐれーと・まざーの地球侵略計画の一部であったことが判明するも、主人公が由宇里に勝利したことで計画は一旦阻止される。だがぐれーと・まざーは計画を諦めたわけではなく、チカ達を洗脳して主人公に再度いどみかかってきた。こうして裏ストーリーモードが始まる。果たして主人公は洗脳されたチカ達を元に戻し、そしてぐれーと・まざーの地球侵略計画を阻止できるのだろうか？

## ゲームシステム
本作は麻雀とゆにポンの2つのゲームからなっている。ただしストーリーモード（裏ストーリーモードも含む）をクリアするために両方をプレイする必要はなく、どちらか一方だけを選択するだけでいい。フリー対戦モードでもどちらか好きな方を選べるようになっている。またコンピューターの強さも調節することができる。なおストーリーモード（裏ストーリーモードも含む）は常にプレイヤー1対コンピュータ1の2人打ち、フリー対戦モードはプレイヤー1対コンピュータ3の4人打ち、またはストーリーモードと同じ2人打ちである。

### 麻雀
ストーリーモード（裏ストーリーモードも含む）では、一般的な2人打ちの脱衣麻雀である。ルール設定によって、プレイヤーの持ち点が0を下回った状態になると即ゲームオーバーか、対局終了時に対戦相手よりも持ち点が少ないとゲームオーバーかを選択できる。なおこの他にも喰い断の有無など幾つかのルールを選択することもできるようになっている。同一キャラクターを相手に3回対戦（徐々にハンデの点数差が大きく、つまりプレイヤーが不利になる）して全て勝つと、そのキャラクターに勝ったことになりフリー対戦モードでの対戦も可能になる。フリー対戦モードでは、一般的な4人打ちの麻雀ゲーム（脱衣などはない）、または2人打ちの麻雀ゲーム（同じく脱衣などはない）である。

### ゆにポン
ゆにポンはポンジャンに似たゲームである。こちらもストーリーモード（裏ストーリーモードも含む）では常に2人打ちで脱衣などもあり、フリー対戦モードでは4人打ちと2人打ちが選択できて脱衣などはなしである。牌は全部で84個あって、手元に8個の牌が配られていて9個目の牌を持ってきて、いらない牌を1個捨てるという方法でゲームが進行する。牌の絵柄（女性キャラクター10人）と色（青、黄、赤の3種、例外的に青、黄、赤がなくて白のみのキャラクターもある）を合わせて、牌3枚の組を3組集めれば勝ちになる。麻雀のように役もあって、『Be-reave』『Moe - 萌黄色の町 -』『innocent Eye's』『胸キュン! はぁとふるCafe』の4作品にちなんだ役や、牌の絵柄の女性キャラクターの性質（例えば、よく食べるキャラクターであることなど）にちなんだ役も見られる。牌の合わせ方は、同色の同じキャラクターを3枚集めるか、3色の同じキャラクターを1枚ずつ集めるかが基本だが、役によっては例外（例えば、同色の全キャラクターを1枚ずつ集める役）もある。また麻雀と同様に流局になることもあり不聴罰符もある。なお持ち点が0を下回った状態になると即ゲームオーバーにするかどうかなど幾つかのルールを選択することもできるようになっている。

## 登場キャラクター
主人公
声 - （なし）
『胸キュン! はぁとふるCafe』の主人公で、『胸キュン! はぁとふるCafe』の時から喫茶店の経営を任されていた。本作でもマスターとして経営を任されているのだが、その喫茶店の経営状態は本作でも芳しくないことをうかがわせる発言をしている。
本作で開催されている「町おこし! 勝ち抜け麻雀大会」のことを当初は知らず、またこの麻雀大会のルールについて「時代錯誤」だと感想を述べている。しかし彼はこの大会に巻き込まれてしまう。なお対戦相手が女性ならば、時代錯誤な大会のルールを活用してやろうという下心も見え隠れする。
香坂 ちより（こうさか ちより）
声 - 桜井薔子
『胸キュン! はぁとふるCafe』に登場した女性キャラクター。主人公の義妹。主人公を「お兄ちゃん」と呼ぶ。身長144cm。誕生日は8月26日。香坂チカとは双子であり身長も同じだが髪の色は違う。なおちよりはチカの姉という立場にある。本作では香坂ちより単独での思考パターンだけではなく、チカとのコンビでの思考パターンも持つ。
ブタのグッズを集めるという趣味を持っており、本作ではそのうちの1つであるブタの貯金箱がストーリーモードの冒頭に登場し、チカとの勝負に負けて罰ゲームとしてその中身を見るためにそれが破壊されるのを阻止すべく、主人公に泣き付くことからストーリーが始まる。以降はチカと共にストーリーモードの進行にガイド役として関わる。この他おまけモードでもガイド役をしている。
香坂 チカ（こうさか チカ）
声 - しまだかおり
『胸キュン! はぁとふるCafe』に登場した女性キャラクター。主人公の義妹。主人公を「お兄ちゃん」と呼ぶ。身長144cm。誕生日は8月26日。香坂ちよりとは双子であり身長も同じだが髪の色は違う。なおチカはちよりの妹という立場にある。デフォルメによる表現でチカの目が妖しく光る時があるが、この時のチカは主人公とちよりに恐れられている。本作では香坂チカ単独での思考パターンだけではなく、ちよりとのコンビでの思考パターンも持つ。
ストーリーモードではちよりと共にストーリーモードの進行にガイド役として関わる。この他おまけモードでもガイド役をしている。
なおストーリーモードクリア後に閲覧可能になる「萌キュン! ゆにっこしあた～ 出張版」では、自分達のことを「ゆにっこ」とユニゾンシフトのスタッフが呼んでいるのを「恥ずかしいネーミング」だと評している。また主人公を独占したいと思っているため、他の作品の女性キャラクターまで登場していることに怒りを顕わにしていた。
三塚 亜矢（みつか あや）
声 - 篁瑞帆
『胸キュン! はぁとふるCafe』に登場した女性キャラクター。身長143cm。誕生日は2月5日。主人公の経営する喫茶店の常連客で、主人公を「マスター」と呼ぶ。
紫音（しおん）
声 - しまだかおり
『innocent Eye's』に登場した女性キャラクター。身長138cm。誕生日などは不明という設定。
二階堂 美琴（にかいどう みこと）
声 - 篁瑞帆
『innocent Eye's』に登場した女性キャラクター。身長162cm。誕生日は3月5日。タイトル画面でのキャラクター説明でもファザコン気味と説明されており、ストーリーモードやフリー対戦モードでもこのことをうかがわせるセリフを発している。
七草 由梨奈（ななくさ ゆりな）
声 - 高橋裕起
『innocent Eye's』に登場した女性キャラクター。身長160cm。誕生日は1月1日。
雪村 奈津美（ゆきむら なつみ）
声 - 岡ちづる
『Moe - 萌黄色の町 -』に登場した女性キャラクター。身長160cm。誕生日は3月23日。両親はラーメン屋「来夢来人」を経営していて、ストーリーモード（裏ストーリーモードも含む）での奈津美との対戦はこの店で行われる。「奈津美特製」の打ち筋で勝負し、ストーリーモードでは「奈津美特製」の凶悪な料理で主人公にとどめを刺そうとする。
瑠璃（るり）
声 - 北都南
『Moe - 萌黄色の町 -』に登場した女性キャラクター。身長150cm。誕生日は2月6日。ヒューマノイドだがネコミミとネコのしっぽを持っていて、しかも主人公の証言によれば舌が妙にざらついているなど人間とは少し違う生物のようである。とにかく遊びたいらしく「もっと遊ぼう」を連発してくる上、勝負に負けたことよりも負けたことで遊べなくなること（主人公が他の対戦者の所に行ってしまうこと）を理由に泣いたほどである。また食欲の塊でもあるらしく、フライドチキンが大好物で口にくわえている絵がゲーム中だけではなく説明書や外箱にも見られる他、負けると空腹だと実力が発揮できないといった意味ことを言ってくる。
篠原 まみ（しのはら まみ）
声 - 夕澄希
『Moe - 萌黄色の町 -』に登場した女性キャラクター。身長150cm。誕生日は7月7日。主人公のことを「お兄ちゃん」と呼んだため、香坂ちよりと香坂チカからは疎まれていた。ストーリーモード（裏ストーリーモードも含む）ではイカサマ防止のために対局者同士を2人きりにしなければならないというルールもあるが、ちよりとチカは、主人公とまみを2人きりにするのも嫌な様子だった。
由宇里（ゆうり）
声 - 須本綾菜
『Be-reave』に登場した女性キャラクター。身長148cm。彼女は記憶がないので自分は人間かどうかもわからないと言っている。しかし誕生日が9月10日であることはわかっているらしい。彼女はぐれーと・まざーの手先として、ぐれーと・まざーの言葉に忠実に従っている（例えば、主人公を足止めしろと言われただけなので単に時間を稼ぐことしかしないなど、まさに言葉通りのことのみをする）。ストーリーモードと裏ストーリーモード共に最終対戦相手（ラスボス）である。
ぐれーと・まざー
声 - （なし）
本作で地球侵略計画を発動させていた黒幕。性別などは不明。由宇里には「まざーぐれい様」や「まざー様」と呼ばれていて、由宇里によれば「ぐれーと・まざー」は宇宙人であるらしい。ストーリーモードでは単なる麻雀大会を装って計画を進めようとするも主人公に邪魔をされ、裏ストーリーモードでは上記10人の女性キャラクター達を洗脳して主人公に再戦してきた。

## 使用曲について
萌キュン UNISON CARNIVAL !!
タイトル画面の曲。本作のために新たに作られた曲。本作では主人公の住む町で「町おこし! 勝ち抜け麻雀大会」が開催されるわけだが、この曲では「お祭りやイベントが始まる」感じを表現しているという。
Select it !
題名の通り選択画面の曲。本作のために新たに作られた曲。ただし選択の時はいつでも流れるというわけではなく、例えばミュージックモードの選曲画面などでは別の曲が流れる。
Skipping ! with "Hand in Hand"
『Be-reave』で使用された曲の1つ『Hand in Hand』のアレンジ。
Tender Life ～ from Wonderful Life
『Be-reave』で使用された曲の1つ『Wonderful Life』のアレンジ。なおこの曲は以前にもアレンジされて使用されたことのある曲。
NATUMI ～ Asian wind ～
『Moe - 萌黄色の町 -』で使用された曲の1つ『impression NATUMI』のアレンジ。
M.o.e. Christmas arrangement
『Moe - 萌黄色の町 -』で使用された曲の1つ『Melody of emortion』（略して、M.o.e.）のアレンジ。曲名にもあるようにクリスマスの曲っぽくアレンジしたという。そのためこのゲームの発売日が12月27日とクリスマスを外してしまっていることを編曲者は残念がっている。
"seize" bossa nova taste
『innocent Eye's』で使用された曲の1つ『seize』のアレンジ。ボサノバっぽくアレンジしたという。
CLUB "Blue Sapphire"
『innocent Eye's』で使用された曲の1つ『Blue Sapphire』のアレンジ。編曲者は当初『Blue Sapphire』は麻雀ゲームのBGMには合わないだろうと思っていたが、アレンジしたことで麻雀というよりはカジノに合いそうなBGMになったとは言え何とかなったといったことをミュージックモードで表示される説明文で述べている。
チカとちよりのAnother dialy
『胸キュン! はぁとふるCafe』で使用された曲の1つ『How are you ?』のアレンジ。
DANCE MIX from ～ promenade
『胸キュン! はぁとふるCafe』で使用された曲の1つ『promenade』のアレンジ。元々は歌の入っている曲だったが、今回のアレンジに歌は入っていない。ダンスミュージックっぽくアレンジしたという。
UNISIN CHARACTERS of eternity
ストーリーモードのエンディング曲。2001年末時点のユニゾンシフトの過去の作品の主題歌のメドレー。
Pleasant situation
罰ゲームの時の曲。本作のために新たに作られた曲。
To your inside
罰ゲームの時の曲。本作のために新たに作られた曲。
その他
上記の他にもミュージックモードの選曲画面での曲などが別にある。

## スタッフ
- プログラムディレクター - Fuji
- ゲームデザイナー - S.MURATA
- メインプログラマー - KIT
- 麻雀アルゴリズム - デリシャス桃太郎
- 脚本 - 渡部　好範
- メイン原画 - 藤原々々
- ビジュアルチーフ - RB26DETT
- 原画、グラフィック - 増田ぺろ、みけ
- 背景 - tenten : p
- 音楽 - 水月陵
- 効果音 - Samurai Sound
- キャスティング - KAO プロモーション（しまだかおり、桜井薔子、高橋裕起、篁瑞帆）
- キャスティング - トリニティ・グリーン（岡ちづる、北都南、夕澄希、須本綾菜）